# イェネー・フバイ
イェネー・フバイ（Jenő Hubay, 1858年9月15日 ペシュト – 1937年3月12日 ブダペスト）は、ハンガリーのヴァイオリニスト・作曲家・音楽教師。ドイツ系音楽家の家庭に生まれ、正しくはオイゲン・フーバー（またはフーベル、Eugen Húber）といったが、フランス語圏で生活していた二十歳の頃から、好んで「マジャル風」の姓名を名乗るようになった。

## 略歴
ハンガリー国立歌劇場のコンサートマスターならびにブダペスト音楽院教授をつとめる父親カーロイから、ヴァイオリンと音楽の手ほどきを受け、11歳になるまでにヴィオッティの協奏曲を演奏して公開デビューを飾った。
13歳でベルリンに留学、5年間にわたってヨーゼフ・ヨアヒムの薫陶を受ける。その後1878年に、リストの助言を容れてパリでデビュー、大成功をおさめ、会場に居合わせたヴュータンと親交を結ぶと同時に、指導を仰ぐ。1882年にブリュッセル音楽院ヴァイオリン科の主任教授に採用されるが、1886年に帰国し、父親の後任教授としてブダペスト音楽院に転職した。
主要な門人にティボール・ヴァルガ、ヨゼフ・シゲティやエンドレ・ジェルトレルのほか、後に指揮者に転向したユージン・オーマンディやライプツィヒでコンサートマスターとして活躍したジェルジ・ガライ等がいる。また、シュテフィ・ゲイエル（バルトークの初恋の相手で、最初のヴァイオリン協奏曲を献呈された）やイェリー・ダラーニとアディラ・ファキーリの姉妹（大おじがヨアヒムで、ラヴェルやバルトーク、サマヴェル、ホルスト、ヴォーン・ウィリアムズら多数の作曲家から、ヴァイオリンソナタや協奏奏曲呈された）のような女性ヴァイオリニストも数多い。

## 音楽
演奏活動では、ソリストとして、ヴュータンやブラームスから称賛を勝ち得たばかりでなく、室内楽奏者として、ブリュッセル時代とブダペスト時代の2度にわたって、弦楽四重奏団を結成した。愛器はストラディヴァリウスであった。
恩師ヨアヒムも作曲をしたが、決して創作数が多くないのに対して、フーバイは4つの協奏曲やおびただしい数のアンコールピースを作曲している。協奏曲はハンガリーの民族色（より正確には、ハンガリー・ジプシーの民族色）が濃厚だが、『そよ風』などのアンコールピースは、メンデルスゾーンやシューマンなどの、ドイツ・ロマン派音楽の延長上で作曲されている。これは室内楽演奏のパートナーであるチェリストの、ダヴィッド・ポッパーの作風とも共通している。
晩年の薫陶を受けたヴュータンからは、遺作となった最後のヴァイオリン協奏曲第7番イ短調を献呈され、かつ未完の同作品を引き継いで完成させた。

## 評価
指揮の才能がないことは有名であり、リハーサルで入りそこなかったハープ奏者が「合図を待っていた」と語ったところ、「合図だって？私は指揮をしているんだよ」と反応した。

## 註
1. ↑  ハンガリー語風にはフーベル・イェネー、Huber Jenő [ˈhuːberˌj ɛnøː]）となる。
2. ↑  ショルティ (1998)、37頁。